# 巽他格拉巴

20世纪中期左右的巽他格拉巴

巽他格拉巴是印度尼西亚雅加达的一座港口，位于雅加达北部本扎另安区的本扎另安村。
虽然巽他格拉巴现在只是雅加达的一座小型港口，但是这一地区曾经在城市发展上起了重要作用，雅加达最早的城市拓荒者就于1527年6月22日进驻这一地区。最初巽他格拉巴隶属于巽他王国的首都巴固安巴查查兰（又称巴查查兰，即现在的茂物），由淡目和井里汶的部队戍卫。虽然新城在16世纪才开始兴建，巽他格拉巴的历史可追溯到先前的巽他王国时期，甚至更早的多罗磨王国时期。后来，发迹于苏门答腊的室利佛逝王国进犯并征服了多罗磨。所以巽他格拉巴人在青年大会前很多年就采用了来自苏门答腊的马来方言作为通用语，这种语言后来成了他们的民族语。

## 历史
巽他格拉巴港在12世纪就已为人所知，并且是巽他王国都城巴查查兰最重要的地区。后来由于伊斯兰势力和欧洲殖民者的进入，巽他格拉巴成了欧洲人和马来世界诸王国竞相争夺的地方。荷兰人最终得胜，成功的控制了该地区长达300年。征服者修改了巽他格拉巴港和周边地区的名称。但是到了1970年代早期，古地名“巽他格拉巴”重新成为这一古老港口的官方名称。

### 佛教徒时期
根据葡萄牙人的文献，巽他格拉巴像万丹、Pontang、Cigede、Tamgara和Cimanuk一样，是巽他王国控制的港口之一。 其中巽他格拉巴被认为是最重要的，因为它可以从整个首都里抽出来，单独称为一个城市。
格拉巴港在多罗磨时期就已被使用了，且据估计，在5世纪时它就被称作“巽他的门户”。12世纪时，该港就以繁忙的干胡椒贸易闻名，由巴固安王国首都巴查查兰（即今日之茂物）管辖。